# Altavilla Silentina
Altavilla Silentina (Autavìdda in dialetto cilentano) è un comune italiano di 7 027 abitanti della provincia di Salerno in Campania.

## Geografia fisica

### Territorio
Il toponimo deriva dalla costituzione del territorio su cui fu impiantato l'abitato. Il borgo medioevale è situato su una collina ammantata di olivi con considerevoli differenze in elevazioni, partendo dai 275 metri s.l.m. della soglia della "Porta San Biagio", che era l'ingresso della città medioevale, fino ad arrivare ai 313 metri s.l.m. del castello Normanno e dell'attuale Piazza Umberto I, dove è situato il municipio. L'elevazione della collina su cui il paese fu fondato si attesta a di 424 m s.l.m..
Altavilla capoluogo è abitato da circa 1.800 abitanti e si estende su due dorsali della stessa collina, avendo il centro storico verso sud-ovest, mentre la parte nuova del paese costruita dopo la seconda guerra mondiale si estende verso nord-est. Il capoluogo è posizionato strategicamente avendo a est il monte Pizzuto (1403 m s.l.m.) della catena dei monti Alburni, a ovest la piana del fiume Sele e il Mar Tirreno. Il territorio comunale di 52 km quadrati è situato in parte nella piana del Sele in e parte in collina, ed è bagnato dai fiumi Calore Lucano, che ne delimita la gran parte del confine a nord e a ovest, il torrente Malnome a sud e il torrente Cosa a sudovest.
Gode di una vista panoramica sulla Piana del Sele e che include l'isola di Capri, i Monti Lattari delle costiera amalfitana e vista panoramica sulla città di Eboli e sulla parte centro-nord della pianura del Sele.
- Classificazione sismica: zona 2 (sismicità medio-alta), Ordinanza PCM. 3274 del 20/03/2003

### Clima
- Classificazione climatica: zona D, 1536 GR/G

La stazione meteorologica più vicina è quella di Capaccio. In base alla media trentennale di riferimento 1961-1990, la temperatura media del mese più freddo, gennaio, si attesta a +6,8 °C; quella del mese più caldo, agosto, è di +24,4 °C.
| CAPACCIO           | Mesi | Mesi | Mesi | Mesi | Mesi | Mesi | Mesi | Mesi | Mesi | Mesi | Mesi | Mesi | Stagioni | Stagioni | Stagioni | Stagioni | Anno |
| CAPACCIO           | Gen  | Feb  | Mar  | Apr  | Mag  | Giu  | Lug  | Ago  | Set  | Ott  | Nov  | Dic  | Inv      | Pri      | Est      | Aut      | Anno |
| ------------------ | ---- | ---- | ---- | ---- | ---- | ---- | ---- | ---- | ---- | ---- | ---- | ---- | -------- | -------- | -------- | -------- | ---- |
| T. max. media (°C) | 9,9  | 9,9  | 12,6 | 16,0 | 19,8 | 24,3 | 28,7 | 29,2 | 25,4 | 20,9 | 15,8 | 12,0 | 10,6     | 16,1     | 27,4     | 20,7     | 18,7 |
| T. min. media (°C) | 3,7  | 4,0  | 5,7  | 8,6  | 11,7 | 15,6 | 19,1 | 19,6 | 16,5 | 13,0 | 9,1  | 5,9  | 4,5      | 8,7      | 18,1     | 12,9     | 11,0 |

- Classificazione climatica: zona D, 1536 GG

## Storia

### Epoca romana
Il territorio di Altavilla è stato abitato fin dalla preistoria come testimoniano alcuni antichi insediamenti e reperti del VII secolo a.C. trovati in località San Lorenzo.
Si ritiene che nei pressi del comune fosse situata la Carilla distrutta da Annibale e ricordata da Silio Italico nel libro VIII dei Punica. Il toponimo è rievocato dal nome della frazione Borgo Carillia.
Nei pressi del territorio di Altavilla si pensa sia localizzato il campo di battaglia dove Spartaco e i suoi 60.000 schiavi ribellatisi a Roma subirono la loro ultima e definitiva sconfitta nel 71 a.C. ad opera del generale romano Gneo Pompeo Magno. Una località al di là del fiume porta ancora oggi il nome Pompeo.

### Epoca normanna XI secolo
La storia dell'attuale borgo di Altavilla è cominciata nella seconda metà del secolo XI, quando intorno all'anno 1080 d.C. i Normanni edificarono il paese a pianta triangolare cingendolo di mura con tre porte d'ingresso: Porta di Suso, Porta Carina e Porta San Biagio.
I Ferrara scrivono nel loro libro su Altavilla:
I Normanni eressero il castello «nel medio evo di stile barocco e con cemento lapidiscente fu restaurato diverse volte dai diversi feudatari, ma meglio da Pompeo Colonna nel secolo XVII, come si rileva da una lapide (…) Alcune delle muraglie hanno all base la spessezza di 4 metri. Verso il 1844 il proprietario Francesco Saverio Mottola lo abbellì e lo accrebbe…»
I Normanni eressero anche la chiesa di Sant'Egidio, nominata badia con abate mitrato nullius: per questo Altavilla ha meritato il titolo di città sin dai primi momenti della sua storia. Fondatore del borgo medioevale è considerato Roberto il Guiscardo, della casata francese degli Altavilla, da cui prende il nome il paese.
Nell'estate del 1553 ci fu l'assalto al castello di Altavilla da parte dei Foragidos al servizio di Isabella Villamarino e suo marito Ferrante Sanseverino, principe di Salerno. La congiura fu sventata e finirono in carcere il governatore Piscitelli, Giovanni Jacopo Scarpelli di Capaccio, Nicola Antonio Gaudiano, l'abate Mucio Capece di Napoli ed altri i quali furono sottoposti alla tortura della corda nel carcere di Porta Capuana di Napoli. I verbali degli interrogatori sono conservati nell'archivio storico di Simancas (Spagna).
Per distinguerla dalle altre città con lo stesso nome, ben cinque in Italia, al borgo fu dato il nome di Altavilla del Cilento, in seguito quello di Altavilla di Capaccio, e infine, con delibera del consiglio municipale del 9 settembre 1862 fu definitivamente adottato il nome di Altavilla "Silentina", perché situata tra i due fiumi Sele e Alento. Come borgo medievale Altavilla ha avuto anche la sua modesta storia. Avendo preso parte alla congiura dei baroni contro Federico II di Svevia, la città fu rasa al suolo nel 1246. La breccia nelle mura fu aperta in una località ancora nota al giorno d'oggi come "muro rutto", situato in via Portanova. Per volere dello stesso imperatore nella distruzione del paese furono risparmiati il castello e "la Chiesa di Sant'Egidio, perché di regio patronato." La città fu nuovamente ricostruita a pianta quadrangolare, con l'aggiunta di una nuova porta detta appunto Porta Nova. Un insigne feudatario del paese fu Carlo di Durazzo, che la ricevette in regalo dal re di Napoli. Qualche anno più tardi lo stesso Carlo di Durazzo salì al trono di Napoli col nome di Carlo III di Napoli (1381-1387).

### La rivoluzione del 1799 e il miracolo di Sant'Antonio
Un altro evento degno di nota nella storia del paese si ebbe nel 1799. Quando l'eco della rivoluzione francese raggiunse anche il Sud d'Italia, ad Altavilla fu proclamata la repubblica. La popolazione di Altavilla si schierò con i giacobini della repubblica partenopea e anche nella piazza principale di Altavilla si piantò l'Albero della libertà. Un gruppo armato di sanfedisti provenienti dalla vicina Eboli si prese carico di prendere con le armi la ribelle Altavilla. Il loro capo si era trincerato dietro gli alberi della foresta adiacente al paese e con un cannone da campagna comincio a colpire l'abitato. Gli abitanti, poco atti alle armi, cominciarono a disperarsi e ricorsero all'aiuto di sant'Antonio di Padova, la cui statua era venerata nella chiesa del convento dei francescani. Gli Altavillesi vestirono la statua del santo in modo goffo con sciabola a tracolla e giberna, con schioppo e cappello a due punte e la collocarono in mezzo alla piazza. Tale vista provocò il riso beffardo del capo sanfedista che disse sprezzante: "Lo farò saltare in aria questo struppone furmiculusu" e sparò. Il suo cannone si spezzò in tredici parti e sbigottito scappò tra le bestemmie e gli sguardi attoniti dei suoi compagni. Gli Altavillesi gridarono al miracolo e istituirono una speciale devozione per il santo di Padova: è da allora che ogni anno il 13 giugno, giorno liturgico della sua festa, la statua del santo visita le famiglie del paese entrando di casa in casa. La processione del santo inizia la mattina alle 8 e termina verso le 11 di sera con grande partecipazione di popolo.
Dal 1811 al 1860 ha fatto parte del circondario di Capaccio, appartenente al Distretto di Campagna del Regno delle Due Sicilie.
Dal 1860 al 1927, durante il Regno d'Italia ha fatto parte del mandamento di Capaccio, appartenente al Circondario di Campagna.

### La Seconda guerra mondiale
Lo sbarco delle forze alleate nella Piana del Sele, con la cosiddetta Sbarco a Salerno, che seguì a poche ore dal proclama di armistizio delle 19:42 dell'8 settembre comunicato via radio dal capo di governo, maresciallo Pietro Badoglio, colse di sorpresa anche gli abitanti di Altavilla che, come di tradizione il giorno 8 settembre sera, stavano celebrando la festa della Madonna di Montevergine, che chiude le celebrazioni festive estive in Altavilla. Le festività includono anche tradizionali fuochi di artificio e fiaccolata.
Le forze alleate cominciarono a sbarcare la mattina del 9 settembre 1943 alle 3:30 del mattino per usare la massima oscurità possibile, ma l'effetto sorpresa non sortì il suo effetto, anche se lo sbarco non era stato preparato da bombardamenti aerei. Quando gli Altavillesi si resero conto dello sbarco degli Alleati, nel sentire il fragore dei colpi di cannone e dei bombardamenti che provenivano dalla Piana del Sele presso Paestum, si prepararono al peggio. Infatti, a causa della sua posizione strategica sulla Piana del Sele, con possibilità di controllare l'area tra Paestum e Salerno, la città di Altavilla divenne subito un teatro di scontri feroci tra i Nazisti e gli Alleati, dove particolari perdite le subì la 82ª Divisione Aviotrasportata Americana.
Molti Altavillesi, nei giorni seguenti allo sbarco, fuggirono nei paesi dell'interno con l'intenzione di sfuggire alla battaglia che in Altavilla si prevedeva abbastanza violenta. Tra i civili, 85 furono le vittime accertate di questi giorni di conflitto sul territorio altavillese.
Il 13 settembre fu il giorno in cui lo scontro bellico si fece più acceso proprio in Altavilla. I tedeschi si riorganizzarono e sferrarono il contrattacco, riconquistando Battipaglia ed Altavilla Silentina. Il generale Clark decise allora di far intervenire i paracadutisti dell'82ª Divisione Aviotrasportata statunitense ma senza i risultati attesi. Fu così che il generale Alexander decise di optare per l'intervento della squadra navale: un duro risvolto si ebbe sulla popolazione civile a causa dei bombardamenti aerei, apocalittici per entità, terrore ed orrori.

### Medaglia di Argento al Gonfalone della città
Esaudendo una richiesta del Consiglio comunale, il Presidente della Repubblica ha conferito una Medaglia d'argento al Merito Civile al Gonfalone della Città di Altavilla Silentina, per il comportamento tenuto dalla cittadinanza, in occasione delle convulse vicende dello Sbarco alleato nel settembre 1943. Il 23 maggio 2008 l'evento è stato adeguatamente solennizzato con una cerimonia pubblica, alla presenza di autorità civili e militari e del Prefetto di Salerno, Claudio Meoli.
Nell'ambito delle celebrazioni, il giorno 22, un convegno farà il punto sulla storiografia dello Sbarco di Salerno, con riferimento particolare alla Battaglia di Altavilla.

### Altavilla ricostruita
Dopo la seconda guerra mondiale fu aperta una nuova strada che da Olivella permette di raggiungere il capoluogo passando per la località "Tempa di Pilato", aggiungendosi così alla prima e antica strada del Muraglione e alla strada che passa per la località della Macchia.
Una nuova sezione del paese fu anche costruita e allargata dopo il conflitto mondiale. La zona della Peschiera ha raggiunto uno sviluppo considerevole con la costruzione di nuove case e nuovi edifici, come la scuola media statale Giovanni XXIII.

### Simboli
Lo stemma e il gonfalone sono stati concessi con decreto del presidente della Repubblica del 24 aprile 2000.
Il gonfalone è un drappo partito di rosso e di verde.

## Monumenti e luoghi d'interesse

### Architetture religiose
- Chiesa di San Biagio. Conserva all'interno un ciclo di tele di Nicola Peccheneda, databili tra 1768 e 1769[13].
- Convento di San Francesco. Realizzato nel XV secolo dai Frati Minori francescani, che costruirono una struttura a due piani, con chiostro centrale, e con una chiesa dedicata al loro fondatore san Francesco d'Assisi, un refettorio, una biblioteca, e un oratorio. Sembra che la scelta della località dove fu costruito il convento sia dovuta alla presenza di una sorgente, chiamata al giorno d'oggi sorgente di San Bernardino.  Sullo stipite di pietra della porta del convento è posta la data 1444. Il convento fu residenza dei Frati Minori francescani fino al 1860, quando durante il Risorgimento molti beni furono confiscati alla chiesa dal nascente stato italiano.  Nel 1929, l'ordine religioso dei Padri Vocazionisti fu invitato dall'allora vescovo della locale diocesi di Vallo della Lucania, Mons. Francesco Cammarota, a svolgere il loro ministero in Altavilla e a gestire il Convento San Francesco.  Nel 1952, a causa dell'aria salubre, i Padri Vocazionisti, per volontà del loro fondatore don Giustino Russolillo, hanno scelto il Convento come casa del Noviziato Italiano dell'Ordine, a partire dal 1952 al 1989 e dal 2001 ad oggi

### Aree naturali
- Riserva naturale Foce Sele-Tanagro, sito di Interesse Comunitario IT 8050010 comprendente le fasce litoranee a destra e sinistra del fiume Sele e parte del litorale tirrenico.

## Società

### Evoluzione demografica
Abitanti censiti

### Etnie e minoranze straniere
Al 31 dicembre 2020, ad Altavilla Silentina risultavano residenti 436 cittadini stranieri (6,2% sul totale della popolazione). Le nazionalità principali sono:
- Romania: 152
- India: 140
- Marocco: 44
- Ucraina: 28

### Religione
La maggioranza della popolazione è di religione cristiana di rito cattolico; il comune appartiene alla diocesi di Vallo della Lucania.

## Geografia antropica

### Frazioni
In base allo statuto del comune di Altavilla Silentina le frazioni sono:
- Borgo Carillia (fino al 1961 Scanno): 779 abitanti[17] 20 m s.l.m., situata lungo la SP 317. Sorto a partire dagli anni '40 del XX secolo, in parallelo allo sviluppo di stabilimenti della Società Agricola Industriale Meridionale (S.A.I.M.), che adesso costituiscono un complesso di archeologia industriale; per tale motivo il luogo era noto in passato popolarmente anche come 'a Sàima.[18][19]
- Cerrelli: 586 abitanti[17] 50 m s.l.m., situata lungo la SP 174 e la SP 314.
- Cerrocupo: 234 abitanti[17] 93 m s.l.m., situata lungo la SP 246.

## Economia
Nel Comune si produce la mozzarella di bufala campana.

### Servizi
Il principale istituto bancario del comune fino al 2013 è stato la Banca di Credito Cooperativo di Altavilla Silentina e Calabritto, in seguito acquisito dalla Banca di Credito Cooperativo dei Comuni Cilentani.

## Infrastrutture e trasporti

### Strade
- Strada Provinciale 246/a SP 88 (Ponte Calore)-Località Cerro Cupo;
- Strada Provinciale 88 Innesto SS 19-Ponte Calore-Altavilla Silentina;
- Strada Provinciale 317 Falagato-Corneto;
- Strada Provinciale 174 Innesto SP 88 (Ponte Calore)-Innesto SP 88 (loc. Quercione di Altavilla).
- Strada Provinciale 422 Innesto SP 174 (loc. Olivella)-Innesto SP 88 (loc. Pietre Bianche).
- Strada Provinciale 419 Innesto SP 88 (Altavilla Silentina)-Innesto SP 258 (loc. Acquaviva di Roccadaspide).
- Strada Provinciale 314 Olivella-Falagato-Matinella.
- Strada Provinciale 215 Innesto SP 88-Altavilla Silentina.

## Amministrazione

### Sindaci
| Periodo        | Periodo        | Primo cittadino     | Partito                          | Carica  | Note |
| -------------- | -------------- | ------------------- | -------------------------------- | ------- | ---- |
| 27 aprile 1997 | 13 maggio 2001 | Francesco Cammarano | centro                           | Sindaco |      |
| 13 maggio 2001 | 28 maggio 2006 | Antonio Di Feo      | centro-destra                    | Sindaco |      |
| 29 maggio 2006 | 15 maggio 2011 | Antonio Di Feo      | lista civica                     | Sindaco |      |
| 16 maggio 2011 | 3 ottobre 2021 | Antonio Marra       | lista civica Tutti per Altavilla | Sindaco |      |
| 4 ottobre 2021 | in carica      | Francesco Cembalo   | lista civica Tutti per Altavilla | Sindaco |      |

### Altre informazioni amministrative
Il comune fa parte della Comunità montana Calore Salernitano

## Sport
- A.S.D. Altavilla Calcio

### Impianti sportivi
- Campo di calcio "Carillia"[20].
- Campo di calcio "San Francesco"[20].